# Роман собачий
Рома́н соба́чий (Anthemis cotula) — однорічна рослина з роду роман, висотою 20—50 см, з неприємним запахом.

## Загальна характеристика
Листки чергові, 2-3-перисторозсічені. Язичкові квітки білі, вони приваблюють комах, трубчасті — жовті. Кошики під час цвітіння досягають 1,2—2,5 см у діаметрі. Спільне ложе видовжено-конічне. Обгортка напівкуляста або майже плоска. Сім'янки без чубка, ребристі і дрібно-горбочкуваті. Цвіте у червні — липні.
Росте як на засмічених місцях, поблизу житла, вздовж доріг і на полях по всій Україні.
Роман собачий відрізняється від ромашки лікарської (Matricaria recutita) сіруватим забарвленням кошика, виповненим ложем (у ромашки воно порожнисте).

## Походження назви
Назва роду утворена від грецького слова, що у перекладі означає «квітка». Видова назва в перекладі — «чашечка».

## Розмноження
Розмножується насінням. На одній рослині утворюється до 1 200 сім'янок, які починають проростати, коли ґрунт добре прогріється.

## Використання
Роман собачий використовують у народній медицині для лікування різних захворювань. У ньому міститься ефірна олія, що надає роману неприємного запаху, але це дає можливість використовувати його як інсектицидну рослину.
Рослина є отруйною для худоби.